# Алтайская пищуха
Алта́йская пищу́ха, или альпийская пищуха (лат. Ochotona alpina), — млекопитающее рода пищух отряда Зайцеобразные (Lagomorpha). Ранее иногда синонимизировалась с северной пищухой.

## Внешний вид
Одна из самых крупных пищух. Длина тела 17,5—25,1 см, масса 160—350 г. Самцы в среднем несколько крупнее самок. Хвост очень короткий. Уши довольно большие, округлые; их длина равна примерно половине длины головы — 1,8—2,6 см. По краям ушных раковин проходит узкая светлая кайма. Вибриссы относительно длинные, до 6—7 см, чёрные. Окраска летнего меха значительно варьирует от светлой желтовато-серой до буро-охристой и коричнево-бурой. Бока с рыжеватым оттенком; брюхо бледное, желтоватое или коричневатое. Местами встречаются полностью чёрные особи. Зимний мех пепельно-серый или буровато-серый с тёмной продольной струйчатостью. Весенняя линька идёт с апреля по июнь, осенняя — с августа по октябрь. Образует до 7 географических форм, различающихся размерами и окраской. В кариотипе 42 хромосомы.

## Распространение
Алтайская пищуха распространена на юге Восточной Сибири, в Монголии (Хангай, Монгольский и Гобийский Алтай (частично)). На территории России находятся 3 участка ареала:
- западный (Алтайский край, Саяны, Тува),
- центральный (Байкальская котловина, Баргузинский хребет)
- восточный (Юго-Восточное Забайкалье, Борзинский р-н).

Сведения об обитании алтайской пищухи в Северо-Восточном Китае, в провинции Ганьсу, относятся к алашанской пищухе, которую долгое время рассматривали как подвид алтайской Ochotona alpina argentata.
Ископаемые остатки известны из позднеплейстоценовых пещерных отложений западного и северо-западного Алтая

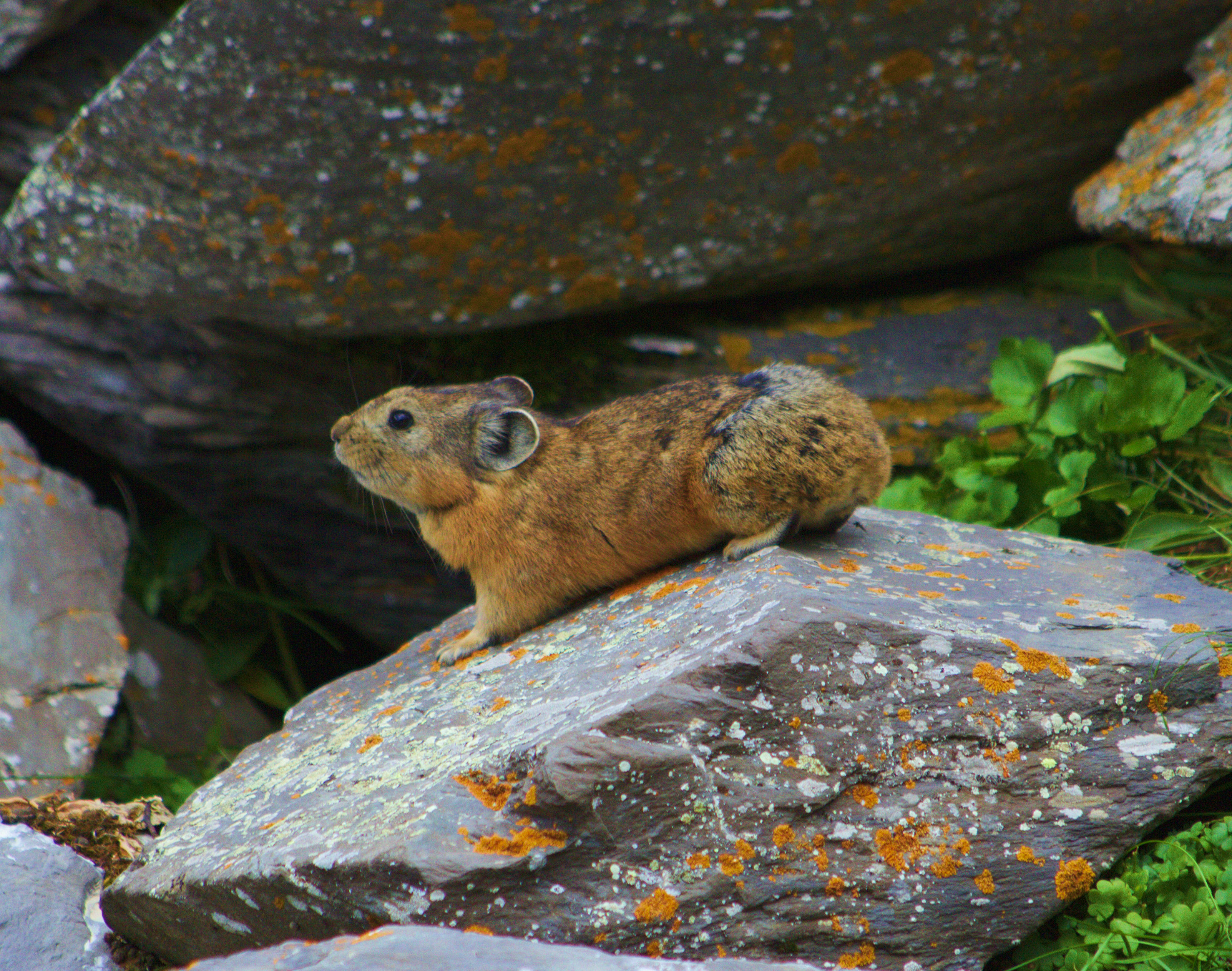
Алтайская пищуха, 23/07/12, Горный Алтай, около горы Сайлюгем. На задней части тела хорошо видна оставшаяся зимняя шерсть, это незавершенная весенняя линька.

## Образ жизни
Наиболее характерными местообитаниями являются каменные россыпи, поросшие мхом, и выходы коренных пород, в частности, в редколесье и тайге. Участков лесной растительности не избегает. Встречается и по верховьям небольших таёжных речек и ручьев, где сильная захламлённость буреломами создаёт хорошие защитные условия. В высокогорной тундре живёт в каменистых россыпях, «полях» моренных валунов, в скоплениях камней среди зарослей карликовой берёзы и альпийских лугов. В горной тайге предпочитает зелёно-мошные леса, особенно кедровники. На Алтае, Кузнецком Алатау, Западном Саяне встречается на высотах 1270—2100 м над уровнем моря в лесном, субальпийском и альпийском поясах. Основными убежищами служат пустоты между камнями; внутри пищуха устраивает гнездо из листьев злаков, мха и тонких корешков. В мягких торфяных грунтах может рыть норы глубиной до 1 м. Зимой ведёт преимущественно подснежный образ жизни, лишь изредка выходя через отдушины на поверхность.
Алтайская пищуха ведёт дневной образ жизни. В жаркие солнечные дни активна утром (с 5 ч до 10 ч) и вечером, в пасмурные — почти весь день. Зимой активность снижается. Селится как правило колониями, нередко многолетними и крупными, где плотность населения может достигать 40-60 зверьков на 1 га. Пищухи держатся парами, состоящими из самца и самки, которые вместе заготавливают корм. Нетерпимо относятся к присутствию соседей на их территории. Семейные участки имеют чёткие границы, помеченные секретом шейных желез. Акустический репертуар алтайской пищухи разнообразен; характерен сигнал опасности — громкий свист, напоминающий свист птицы.

## Питание
Спектр питания очень широк и меняется в зависимости от местообитания и сезона; в него входят различные растения, а также грибы и лишайники. В тёплое время года отдаёт предпочтение зелёным частям растений, цветам, семенам, ягодам. Интенсивная заготовка кормов на зиму начинается с середины июля и продолжается до октября. У зверьков, живущих на каменистых россыпях, запасы представляют собой пучки сена, которые укладываются в щели и ниши между камнями; в лесу — «стожки» сена под стволами старых деревьев. Высота стожка может достигать 2 м, масса не высушенного сена — 27 кг (Западный Саян). Среди излюбленных пищухами кормов — кипрей (Chamaenerion latifolium), сочные злаки и осоки, горец альпийский (Polygonum alpinum), родиола розовая, побеги чёрной смородины.

## Размножение
Сезон размножения длится с апреля по июль — август. Выводков за год 1-2, реже 3; количество детёнышей в помёте 1-4. Максимальное число детёнышей — 8. Беременность длится около 30 дней; новорождённые развитые, покрыты шерстью. Молодые животные обоих полов вступают в размножение лишь на 2-м году жизни. Максимальная продолжительность жизни до 6 лет.

## Численность
Алтайская пищуха довольно обычна, местами многочисленна. Численность подвержена значительным колебаниям как локальным, так и охватывающим большие территории. Хозяйственное значение невелико: в ряде мест может повреждать всходы и подрост ценных пород деревьев (кедровые сосны). При низкой численности грызунов пищуха — основной объект питания соболя. Данные об эпидемическом значении отсутствуют.